# Julie Toualy
Julie Likane Toualy, née le 7 avril 1976, est une joueuse de handball de Côte d'Ivoire. 

## Clubs
- Africa Sports
- Toulouse Féminin Handball

## Carrière
Elle fait partie des sélectionnées en équipe de Côte d'Ivoire pour disputer le Championnat du monde féminin de handball 2005 en Russie et aux Jeux africains de 2007 à Alger.

## Palmarès
- Équipe nationale de Handball aux Jeux panafricains 2007 à Alger : Christine Adjouablé, Dongo Céline Stella, Dosso Alimata, Gondo Paula, Kuyo Rachelle et Mambo Eulodie(professionnelles), Abogny Robeace, Mariam Traoré, Kregbo Nathalie, Toualy Julie, Guédé Yohou, Zanzan Candide et Zady Edwige.

- L'équipe nationale féminine de Côte d'Ivoire a été finaliste de la CAN en 2008.